# Renée Ashersonová
Dorothy Renée Aschersonová (19. května 1915 Kensington, Londýn – 30. října 2014 Primrose Hill, Londýn) byla anglická herečka. Velkou část své divadelní kariéry strávila hraním Shakespearových her, vystupovala například v divadlech Old Vic, Liverpool Playhouse a Westminster Theatre. Poprvé se na jevišti objevila 17. října 1935 ve věku 20 let a poprvé se významněji objevila ve filmu Cesta vpřed (1944). Jejím posledním filmem byl The Others (2001).

## Raný život
Dorothy Renée Aschersonová se narodila v londýnském Kensingtonu jako mladší dcera rejdaře Charlese Stephena Aschersona (1877–1945) a Dorothy Lilianové (rozené Wiseman; 1881–1975). Její otec byl německo-židovského původu, vyrůstala v Gerrards Cross v hrabství Buckinghamshire a také ve Švýcarsku a Anjou. Později se vzdělávala na Webber Douglas Academy of Dramatic Art.

## Kariéra

### Divadlo
Poprvé se Ashersonová objevila na jevišti 17. října 1935, a to jako dublérka v inscenaci Romeo a Julie Johna Gielguda, ačkoli byla druhou dublérkou Julie. Jednalo se o inscenaci, v níž se Gielgud a Laurence Olivier střídali v rolích Romea a Merkucia. V letech 1937–1938 byla Ashersonová 18 měsíců členkou souboru Birmingham Repertory Theatre. V divadle Old Vic se poprvé představila v květnu 1940 jako Iris v Bouři. V letech 1940 až 1941 Ashersonová se souborem Old Vic absolvovala turné v rolích Kate Hardcastleové v She Stoops to Conquer, Marie v inscenaci Večer tříkrálový aneb Cokoli chcete, Nerissy v Kupci benátském a Blanche v Králi Janovi. V červenci 1941 se Ashersonová objevila v New Theatre v roli Blanche a poté pokračovala v turné se společností Old Vic.
Ashersonová vystupovala i na dalších scénách. Ve Westminsterském divadle si získala obzvlášť dobré ohlasy za své účinkování ve hře Waltera Greenwooda The Cure for Love v roce 1945 s Robertem Donatem. Laurence Olivier ji chtěl do svého souboru v Old Vic, ale ona se raději rozhodla pokračovat ve spolupráci s Donatem. V divadle Aldwych hrála Beatrici po boku Donatova Benedicta v Mnoho povyku pro nic v roce 1947 a Stellu v první londýnské inscenaci Tramvaje do stanice Touha v roce 1949. V roce 1949 se Ashersonová stala členkou souboru v Old Vic. Poslední jmenovanou inscenaci režíroval Olivier a roli Blanche v ní ztvárnila Vivien Leighová.
Dále hrála v roce 1956 v divadlech Apollo a Criterion, v St Martin's Theatre v roce 1962, v divadle Savoy v letech 1963 a 1977 a v York Theatre Royal v letech 1973 a 1976.

### Film
Ranou hlavní rolí pro Ashersonovou byla postava princezny Kateřiny, lásky krále Jindřicha V., ve filmu Laurence Oliviera podle Shakespearovy hry Jindřich V.
Na filmovém plátně si Donat a Ashersonová zopakovali své divadelní role ve filmu The Cure for Love (1949), jenž byl Donatovým jediným filmem v roli režiséra. Během jeho natáčení se do sebe dvojice zamilovala. Často se spolu objevovali i v pozdějších filmech, například ve snímku The Magic Box (1951). V roce 1945 se objevila ve filmu The Way to the Stars jako Iris Wintertonová, milenka Petera Penrose (John Mills).
Její poslední filmovou rolí byla stará žena v thrilleru The Others o strašidelném domě. 

### Televize
V roce 1976 hrála slečnu Gaileyovou v sedmi epizodách výpravné dramatizace románu Arnolda Bennetta Clayhanger televize ATV po boku Janet Suzmanové a Denise Quilleyho. V roce 1978 ztvárnila matku Ancillu v adaptaci románu Antonie Fraserové Quiet as a Nun a v roce 1979 se objevila jako paní Wainwrightová v televizní minisérii A Man Called Intrepid. V roce 1981 hrála Ashersonová roli Sylvie Ashburtonové v první řadě a osmi epizodách seriálu Tenko. Jako postava Emily Simpsonové byla první obětí, která zemřela v televizním seriálu Vraždy v Midsomeru (díl Smrt staré dámy). 

## Osobní život
V roce 1953 se po svatbě s hereckým kolegou Robertem Donatem přestěhovala do Highgate, s nímž se rozešla před jeho smrtí o pět let později. Nikdy se znovu neprovdala a zemřela 30. října 2014 v Primrose Hill v Londýně ve věku 99 let. Mezi její žijící příbuzné patří její synovec, novinář Neal Ascherson.